# Pierre Adam
Pierre Adam, född 24 april 1924 i Paris, död 24 september 2012 i Hautes-Pyrénées, var en fransk tävlingscyklist.
Adam blev olympisk guldmedaljör i lagförföljelse vid sommarspelen 1948 i London.